# Liberaldemokratiska partiet (Rumänien)
Liberaldemokratiska partiet, Partidul Democrat-Liberal (PD-L), var ett borgerligt parti i Rumänien, bildat den 15 december 2007 genom sammanslagning av Partidul Democrat (PD) och Partidul Liberal Democrat (PLD). Det upplöstes den 17 november 2014 när det slogs ihop med Nationalliberala partiet. Partiet var medlem i Europeiska folkpartiet (EPP) och dess Europaparlamentariker satt i Europeiska folkpartiets grupp (kristdemokrater) (EPP).
I det nationella parlamentsvalet 2008 vann partiet flest mandat i både deputeradekammaren och senaten. Partiet bildade regering med Partidul Social Democrat (PSD). Partiledare var Rumäniens tidigare premiärminister, Emil Boc.